# Krähen fliegen um den Turm
Krähen fliegen um den Turm ist ein Kriminalfilm von 1917 der Filmreihe Joe Deebs.

## Handlung
Der Champignonzüchter Finster wird von einem Fremden, einem gewissen Herrn Smit, als Sekretär engagiert. Wenige Tage später bemerkt der Züchter, dass jemand seinen Keller aufgebrochen und die Champignonbeete zerstört hat. Finster engagiert Joe Deebs, um dem Täter auf die Spur zu kommen. Die zentrale Fährte führt den Meisterdetektiv zu Professor Robert Kalton, der gerade ein Serum entwickelt. 
Die Auflösung des Falles hat eine bemerkenswerte Vorgeschichte. Jener Kalton hatte vor einiger Zeit seinen Vetter bei dem Diebstahl eines Briefes überrascht und glaubte anschließend, ihn umgebracht zu haben. Um den Untersuchungen der Polizei und einer eventuellen Verhaftung zu entgehen, nutzte Kalton seitdem einen Verbindungsgang, der zwischen Finsters Keller und seiner Villa mit Turm bestand. Erst die den Turm umkreisenden Krähen bringen Deebs auf die Spur nach dem verschwundenen Vetter. Der ist tatsächlich tot, wurde von Kalton aber lediglich betäubt und schlug sich später bei einem Sturz in die Tiefe den Schädel ein.

## Hintergrund
Produziert wurde der Film von May-Film GmbH Berlin (Nr. 7). Er hat eine Länge von fünf Akten auf 1786 Metern, ca. 103 Minuten. Die Polizei Berlin erließ im Juli 1917 ein Jugendverbot (Nr. 40777), die Polizei München verbot die Ankündigung als Detektivfilm (Nr. 25407, 25408, 25409, 25410, 25411). Die Uraufführung war am 23. November 1917 im Tauentzien-Palast in Berlin.

## Kritik
„Inhaltlich von Qualitäten jener Filme, die mit Falltüren, unterirdischen Gängen und Zutaten arbeiten, die den geheimnisvollen Zauber um die Unfehlbarkeit des Detektivs zu weben verstehen und die durch dies alles eine Spannung zu erzielen wissen, die anhält, bis das Verbrechen aufgedeckt ist. Oder wie hier, bis der Verdacht von einem zu Unrecht Beschuldigten genommen ist.“